# Nokia 2600 classic
Nokia 2600 classic là mẫu điện thoại của Nokia. Nó hoạt động trên các dải băng tần  E900/1800 hoặc E850/1900. Điện thoại có camera VGA, đài FM, Bluetooth, và có thể gửi E-mail, truy cập Internet qua trình duyệt WAP. Thêm nữa, Nokia 2600 còn hỗ trợ gửi MMS và  tin nhắn âm thanh.